# Марк Кінселла
Марк Кінселла (англ. Mark Kinsella, нар. 12 серпня 1972, Дублін) — ірландський футболіст, півзахисник. По завершенні ігрової кар'єри — футбольний тренер.
Як гравець насамперед відомий виступами за клуби «Колчестер Юнайтед», «Чарльтон Атлетик» та «Астон Вілла», а також національну збірну Ірландії.

## Клубна кар'єра
Вихованець футбольної школи клубу «Хоум Фарм».
У дорослому футболі дебютував 1989 року виступами за команду клубу «Колчестер Юнайтед», в якій провів сім сезонів, взявши участь у 180 матчах чемпіонату. Більшість часу, проведеного у складі «Колчестер Юнайтед», був основним гравцем команди.
Своєю грою за цю команду привернув увагу представників тренерського штабу клубу «Чарльтон Атлетик», до складу якого приєднався 1996 року. Відіграв за команду з Лондона наступні шість сезонів своєї ігрової кар'єри. Граючи у складі «Чарльтон Атлетик» також здебільшого виходив на поле в основному складі команди.
2002 року уклав контракт з клубом «Астон Вілла», у складі якого провів наступні два роки своєї кар'єри гравця.
Протягом 2004—2004 років захищав кольори команди клубу «Вест-Бромвіч Альбіон».
Завершив професійну ігрову кар'єру у нижчоліговому клубі «Волсолл», за команду якого виступав протягом 2004—2006 років.

## Виступи за збірну
1998 року дебютував в офіційних матчах у складі національної збірної Ірландії. Протягом кар'єри у національній команді, яка тривала 7 років, провів у формі головної команди країни 48 матчів, забивши 3 голи.
У складі збірної був учасником чемпіонату світу 2002 року в Японії і Південній Кореї.

## Кар'єра тренера
Розпочав тренерську кар'єру відразу ж по завершенні кар'єри гравця, 2006 року, очоливши тренерський штаб клубу «Волсолл».
Наразі останнім місцем тренерської роботи був клуб «Чарльтон Атлетик», в якому Марк Кінселла був одним з тренерів головної команди 2008 року.